# فرودگاه ماتی
فرودگاه ماتی (به انگلیسی: Matei Airport) یک فرودگاه همگانی با کد یاتا TVU است . این فرودگاه در کشور فیجی قرار دارد .

## شرکت‌های هواپیمایی و مقصدهای پروازی
| شرکت‌های هواپیمایی               | مقصدهای پروازی |
| ------------------------------- | -------------- |
| فیجی ایرویز اجرا توسط فیجی لینک | نادی، نوسوری   |